# Prêt-à-porter
Pour les articles homonymes, voir PAP.
Ne pas confondre avec le film de Robert Altman : Prêt-à-porter (film, 1994)

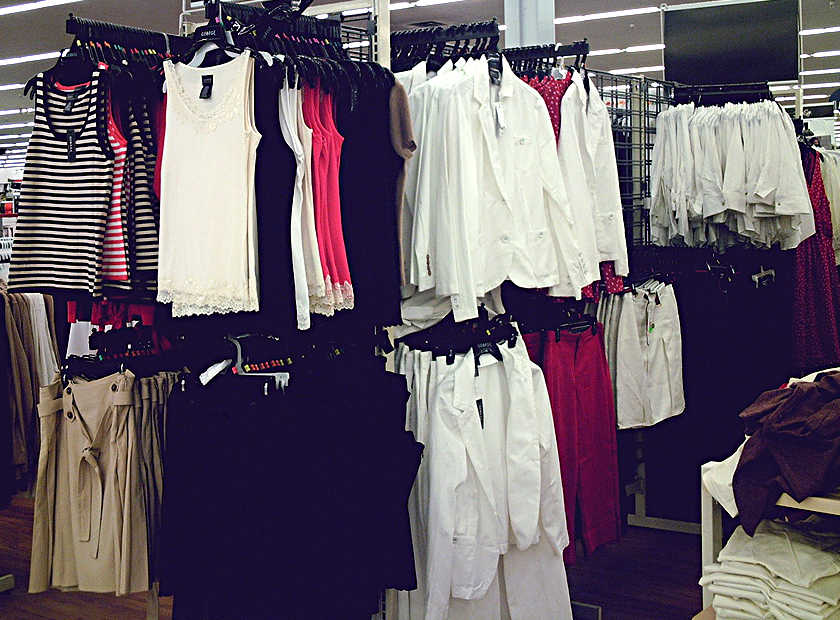

Le prêt-à-porter est constitué de pièces vendues en tant que produit fini et non pas réalisées sur mesure. Celui-ci est traditionnellement opposé, pour les femmes, à la haute couture et pour les hommes à la grande mesure. Il désigne le passage de la couture artisanale et du vêtement sur-mesure à la standardisation des tailles qui permet la production en série. Quelques années après le succès du New Look, haut fait de la haute couture, le prêt-à-porter se répand progressivement en Occident, aidé en cela par des matières nouvelles, une image de modernité et un changement dans les activités des femmes. Il modifie ainsi la distribution du vêtement, passant de la couturière de quartier à la boutique. Dès le début des années 1960, il est omniprésent et incontournable et voit la création de nombreuses nouvelles enseignes.

## Historique
Si l'idée de s'habiller avec des vêtements déjà réalisés apparait au XIXe siècle avec la naissance des grands magasins, les prémices de ce qui sera plus tard appelé le « prêt-à-porter » apparaissent lors de la première moitié du XXe siècle. Ce sont des expériences, parfois anecdotiques, certaines fois prenant plus d'ampleur, mais loin de la production de masse que connaitra la seconde moitié de ce siècle. Durant toutes ces décennies, outre la haute couture source d'inspiration, les couturières de quartier dominent la fourniture des vêtements.
Lors de la guerre de Sécession, puis de la Première Guerre mondiale, l'armée américaine doit habiller ses soldats le plus rapidement possible, les tailles sont donc standardisées afin de gagner du temps de fabrication et donc d'en baisser les coûts. Cette technique s'appelle alors la « confection », le terme s'élargira et désigne désormais l'ensemble des industries de l'habillement.

### Après la Seconde Guerre mondiale
Jusqu'à la Seconde Guerre mondiale, la confection ne représente qu'un quart de la production de vêtements, le reste est fait à la maison, ou toujours commandé chez la couturière à qui il est possible d'apporter des modèles de grands couturiers : les couturières du monde occidental achètent des « toiles », ces patrons en mousseline de coton permettant d'effectuer une copie. Après la guerre, c'est l'âge d'or de la haute couture parisienne qui impose ses tendances sur le monde entier. Malgré tout, les femmes travaillent de plus en plus et la mode doit s'adapter en s'éloignant des tendances corsetées et peu fonctionnelles de la haute couture. 
Dès 1948, précurseur, Christian Dior qui triomphe alors en haute couture propose, aux États-Unis, une première collection en prêt-à-porter. Carven, Jean Dessès, Jacques Fath, la maison Paquin et Robert Piguet se réunissent en 1950 au sein des « Couturiers Associés » pour dessiner 35 modèles. Les toiles sont ensuite confiées à des confectionneurs qui produisent en quatre tailles. Si cela déclenche une polémique au sein de la haute couture, c'est pourtant une « étape décisive » du passage des couturiers vers les prémices de prêt-à-porter.
Albert Lempereur, président de la Fédération de l'industrie des vêtements féminins, emmène la presse et des confectionneurs aux États-Unis ; il importe en France les méthodes américaines. C'est en 1948 que le terme « prêt-à-porter » apparaît et il sera repris en 1950 pour une publicité de Publicis par la société WEILL : « Weill vous va » ou « un vêtement Weill vous va ! », slogan qui veut rassurer les clientes sur le fait de trouver leur taille. En effet, de retour du voyage en Amérique Jean-Claude Weill introduit en France le concept révolutionnaire du ready to wear et ainsi en inventant une forme de « prêt à porter » à la française, inspiré du prêt-à-porter américain : il fait entrer le chic et l'élégance dans la modernité. Dans son atelier, il énumère les avantages de ce principe : le choix des tissus, la diversité. En parallèle, les notions de « praticité », de « confort » ou de « liberté corporelle » s'introduisent partout vers le début des années 1950, pour concilier habillement et activités de la vie moderne. Les nouvelles matières synthétiques, dont principalement le nylon, concourent au développement de ce vêtement « fonctionnel » en textile mélangé ou artificiel.
Le terme « prêt-à-porter » désigne alors tout vêtement produit en série et comportant une griffe sous la forme d'une étiquette sur chaque vêtement. L'usage de l'étiquette va se généraliser et le terme « prêt-à-porter » désigne désormais simplement les vêtements qui ne sont pas faits sur mesure. Jacques Fath lance une ligne de prêt-à-porter « Jacques Fath Université » l'année de sa mort. Marcel Rochas, vers cette même période, ouvre la voie en se copiant lui-même ; il sera rapidement suivi de Jacques Heim avec « Jacques Heim Jeunes Filles » mais également sa ligne « Actualité » avec des vêtements déjà produits, et qui rencontre le succès. Schiaparelli, Pierre Balmain en 1954 avec sa ligne « Florilège » ou Hubert de Givenchy sont aussi présent. La plupart essayent d'élargir leur clientèle et de la rajeunir. Cette conversion résulte de deux facteurs majeurs pour les couturiers : l'amélioration de la qualité de fabrication des confectionneurs qui se sont modernisés, mais surtout l'accès à un domaine profitable pour les maisons de haute couture. Entre-temps dès 1952, Elle publie des photos de Brigitte Bardot en prêt-à-porter, popularisant ainsi cette tendance et l'année suivante, le magazine impose un numéro annuel exclusivement sur ce domaine ; pourtant les françaises sont encore « très méfiantes », redoutant le manque d'ajustements.
Au milieu de cette décennie, ce sont 40 % des Françaises qui s'habillent en prêt-à-porter, les petites couturières tenant encore une place importante ainsi que la réalisation « à la maison ». Dès le milieu de la décennie, les confectionneurs multiplient la communication, essentiellement auprès de la presse. Un salon sur ce thème a lieu en juin 1956 à Paris au Théâtre et restaurant des Ambassadeurs. Le Vogue américain publie un numéro spécial « prêt-à-porter » à l'été de la même année, la mode passe des ateliers des couturières aux boutiques. 
En 1958 et afin de lutter contre l'inexorable avancée de cette tendance, Jacques Heim au titre de président de la Chambre syndicale de haute couture lance le « prêt-à-porter création » afin de vendre des modèles spéciaux destinés à la vente en série. Quelques années plus tard, les couturiers eux-mêmes lanceront « prêt-à-porter des couturiers » afin de se démarquer du « prêt-à-porter industriels » qui utilise des matériaux moins onéreux, des formes plus simples et surtout possède moins de prestige. Suivant un modèle économique qui perdure parfois de nos jours pour les maisons de couture, le but est alors de décliner des modèles abordables à partir des collections de haute couture. « La haute couture se meurt. […] Mais non. Contre tout pronostic, la moribonde se porte bien ; elle revit des transfusions que lui administre le jeune prêt-à-porter. Et si les couturiers […] peuvent exhiber cent ou deux cents robes à 3000 francs, c'est parce qu'ils en vendent dix mille à 300 francs ». Mais ce « prêt-à-porter des couturiers » est encore considéré comme un sous-produit, de la « basse-haute couture ». Jusque dans les années 1960, le prêt-à-porter côtoie donc la haute couture, mais celle-ci, et le luxe en général, perdent du terrain. De plus en plus, suivant le modèle initié très tôt par Christian Dior (avec Miss Dior) et d'autres, les grandes maisons de couture produisent en parallèle du prêt-à-porter et des produits sous licence : Pierre Cardin, Carven, deviennent des marques commercialisant leurs noms sur toutes sortent de produits. Courrèges arrête un temps ses activités de haute couture pour développer deux gammes de prêt-à-porter. Yves Saint Laurent avec sa ligne rive gauche marque son époque avec son prêt-à-porter luxueux ; c'est un évènement, même si les modèles restent encore à un prix non-démocratique. La mode passe des ateliers aux usines, et des boutiques à une distribution à grande échelle.

### Années 1960 et après

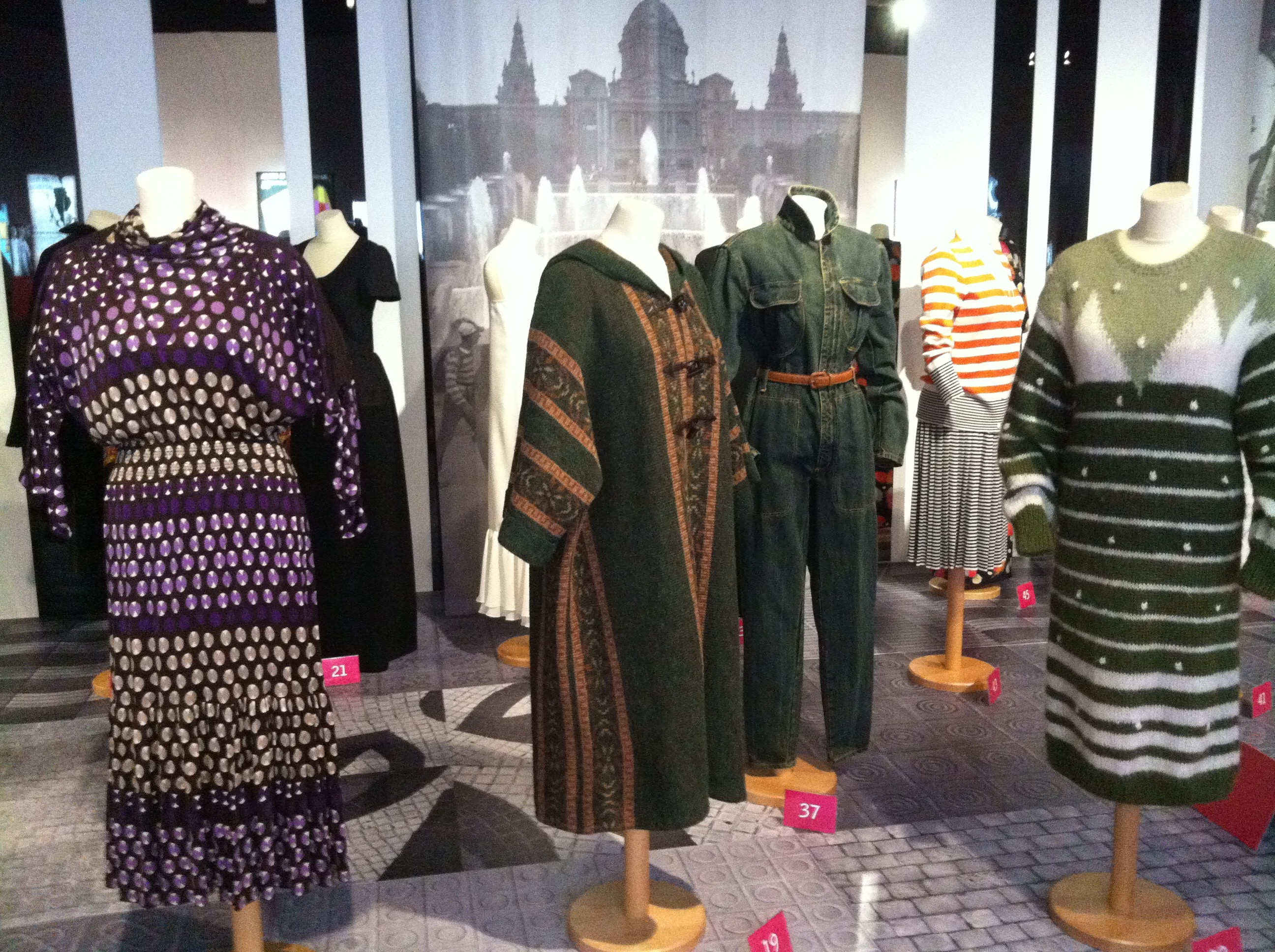
Salon du prêt-à-porter de Barcelone en 2013.

Malgré tout, la Chambre syndicale refuse d'intégrer les créateurs de prêt-à-porter, pourtant indispensables à la survie des grandes maisons. Trois catégories se forment : la haute couture féminine et le sur-mesure pour les hommes, le prêt-à-porter des couturiers, luxueux mais anecdotique, et le prêt-à-porter industrialisé. De plus en plus, ce prêt-à-porter fabriqué en masse devient créatif, prend une importance mondiale, et Paris ne domine plus la planète avec ses tendances : Milan, New York, et surtout Londres dans les années 1960 deviennent des centres de la mode. En parallèle, la Fédération française des industries du vêtement féminin écrit des normes concernant les tailles dès 1962.
Vers cette époque, une nouvelle génération de stylistes, qui ne jurent exclusivement que par le prêt-à-porter, voit le jour en France : Emmanuel Khanh, Jean Bousquet, Daniel Hechter, Michèle Rosier, Jacqueline et Élie Jakobson, Chantal Thomass, ou même Mary Quant en Angleterre. Différentes contre-cultures poussent à ces évolutions : « les jeunes ne s'habillent plus comme leurs parents. » La génération issue du baby-boom a besoin de consommer et rejette les préceptes vestimentaires de ses ainés. Au-delà des multiples boutiques ouvertes, et face à l'augmentation des prix dans les grands magasins, le prêt-à-porter prend de plus en plus de place dans les marques de distribution, imposant la notion de libre-service : Marks & Spencer en Angleterre, Prisunic en France, aidé de Denise Fayolle, pousse ses rayons pour laisser plus de place aux vêtements ; Etam, plus spécialisé, se développe ; La Redoute ou les 3 Suisses font appel à des stylistes. À partir de 1965, l'émission Dim Dam Dom fait entrer ces mêmes stylistes dans le poste de télévision, leur donnant une visibilité sans pareille. Nombre d'enseignes dédiées aux hommes ou aux enfants apparaissent également.
Dans les années 1970 différentes tendances apparaissent et disparaissent, s'opposant souvent : la mode hippie, disco ou punk pour les plus atypiques ; beaucoup sont unisexe. Dorothée Bis, enseigne ouverte précédemment, est en plein succès, agnès b. ou encore Sonia Rykiel avec sa maille.
Dans les années 1980, la nouvelle génération de créateurs que sont Thierry Mugler, Azzedine Alaïa, Claude Montana ou Jean Paul Gaultier abordent la mode sans passer par la haute couture, produisant un prêt-à-porter luxueux, innovant. Viendra à la suite le prêt-à-porter minimaliste et inventif des stylistes japonais, puis belges. Certains de ces créateurs inverseront la tendance, passant du prêt-à-porter à l'exigence de la stricte haute couture dans les années 1990.
Dans les années 2000, loin de la consommation de masse instituée par le prêt-à-porter industriel, la différenciation, entre la haute couture présentant des pièces souvent uniques et le prêt-à-porter de luxe des couturiers produit à un peu plus d'exemplaires, prend l’appellation officielle de « Couture » lorsqu'elle est exécutée dans le cadre des défilés de haute couture à Paris, voire de « demi couture » plus tard. Les collections de prêt-à-porter des couturiers et des jeunes créateurs sont présentées par des défilés à Paris, Milan ou New York… Paris alternant, suivant les saisons, entre la haute couture et le prêt-à-porter.
Les collections de prêt-à-porter industriel sont présentées lors de salons professionnels (Prêt-à-Porter Paris et Who's Next à Paris, Bread&Butter à Berlin, Pitti Uomo à Florence, etc.), et certaines enseignes deviennent des géants du commerce mondial : Uniqlo, H&M, Zara, Gap…
De nos jours, la plupart des créateurs et grandes maisons réalisent leur chiffre d'affaires et bénéfices sur l'activité rémunératrice de prêt-à-porter, la haute couture n'étant plus qu'une vitrine du savoir-faire de la maison, permettant de développer l'image de celle-ci et de communiquer, mais dont la rentabilité est faible, voire déficitaire, depuis plusieurs décennies.